# Горан Гавранчич
Горан Гавранчич (серб. Горан Гавранчић/Goran Gavrančić; 2 серпня 1978, Белград) — колишній сербський футболіст, гравець збірної Сербії і Чорногорії. Відомий передусім за виступами у київському «Динамо».

## Біографія
Народився в м. Белград (Югославія). Починав займатися футболом в дитячій команді «Вінча» (Белград) під керівництвом Зорана Шараца, потім у футбольній школі — «Црвена Звезда» (Белград).
Гавранчич став одним з перших балканських легіонерів київського «Динамо». Сума трансферу Гавранчича склала 2 млн євро. Виступав у ньому з 2001 року. У сезоні 2002/2003 одержав від спортивного журналу Команда трофей як найкращий захисник в українському чемпіонаті. З сезону 2005/2006 років почав втрачати місце в основі і в 2008 році покинув київський клуб. Всього провів за «Динамо» 136 матчів, забивши в них 22 голи. У київському клубі Гавранчич чотири рази ставав чемпіоном України та стільки ж разів — володарем Кубка.
По завершенні київського періоду, півроку виступав за грецький ПАОК, після того повернувся до Сербії, у белградський «Партизан». Із зими 2010 року почав виступи за китайський «Хенань Контракшнз», але вже у вересні того ж року завершив ігрову кар'єру через хронічну травму коліна.
Отримавши ліцензію тренера, деякий час працював на керівній посаді у дитячій команді в Белграді. Але згодом перекваліфікувався в архітектора, про що мріяв з дитинства.

## Кар'єра у збірній
Першою грою за збірну для Горана став матч Сербія і Чорногорія — Мексика (2:1). Провів 31 гру за національну збірну Сербії і Чорногорії. Учасник чемпіонату світу 2006 року, на якому провів усі 3 гри своєї збірної.

## Досягнення
- Чемпіон України: 2001, 2003, 2004, 2007
- Віце-чемпіон України: 2002, 2005, 2006, 2008
- Володар Кубка України: 2003, 2005, 2006, 2007
- Фіналіст Кубка України: 2002, 2008
- Володар Суперкубка України: 2004, 2006, 2007
- Чемпіон Сербії: 2009
- Володар Кубка Сербії: 2009